# Willy Borgeaud
Willy Borgeaud, né à Genève le 17 octobre 1913 et mort à Lucerne (Québec) le 19 août 1989, est un linguiste et historien des religions suisse. Il a été professeur de grec, latin et grammaire comparée à l'université d'Ottawa de 1965 à sa retraite en 1980.

## Biographie
Willy Alfred Borgeaud a fait toutes ses études à Genève, au Collège (1928-1934), puis à la faculté des lettres de l'Université de Genève, où il obtient la licence de lettres classiques en 1938 et le doctorat en 1944, avec sa thèse sur Les Illyriens en Grèce et en Italie. En parallèle, il avait complété sa formation de linguiste en Allemagne auprès de Julius Pokorny, pour le vieil irlandais, et auprès de Johannes Lohmann, à Rostock, pour le vieux perse et le sanscrit, et il s'était initié à l'histoire des religions avec Franz Altheim à Halle/Saale en 1941-1942.
Il travaille pendant trois ans à Bâle dans l'équipe du Französisches Etymologisches Wörterbuch, dirigée par Walther von Wartburg, puis enseigne à Bex, à Genève (assistant à l'université), à l'Université syrienne de Damas (Syrie), où il enseigne le latin et la grammaire française de 1957 à 1960. En 1965, il est nommé au département des études anciennes de l'université d'Ottawa, où il exerce jusqu'à sa retraite en 1980.
Il fut l'ami d'artistes comme le cinéaste Michel Soutter et le peintre Barnabé, chez qui il mourut. Il était proche de poètes et d'écrivains comme Georges Haldas et Germain Clavien.
Il est le père de Philippe Borgeaud, professeur d'histoire des religions antiques à l'université de Genève à partir de 1987, de Donatienne Borgeaud, née à Genève, et de Méderic Borgeaud né en 1983 en Haïti[réf. nécessaire].

## Œuvre
Le travail scientifique de Willy Borgeaud s'est déployé dans deux directions : les études linguistiques, d'une part, avec des recherches touchant à la grammaire comparée, au grec, au latin, à l'ombrien, à l'albanais, aux langues slaves, au vieil irlandais, et, d'autre part, les études portant sur l'histoire des religions, la mythologie et les traditions populaires ; les deux aspects se conjuguent parfois, comme dans sa thèse et dans son ouvrage sur les Tables eugubines.
Il a publié également des recueils de poésie, ainsi que des traductions poétiques de Pindare.

## Publications
- Les Illyriens en Grèce et en Italie, Genève, Georg & Cie, 1943, 152 p. (thèse).
- Willy Borgeaud et Raymond Christinger, Mythologie de la Suisse ancienne, vol. 1, Musée et institut d'ethnographie de Genève, Librairie de l'Université Georg, 1963.
- Fasti Umbrici. Études sur le vocabulaire et le rituel des Tables eugubines, Ottawa, éd. de l'Université, 1982.